# Altes Posthaus (Opole)

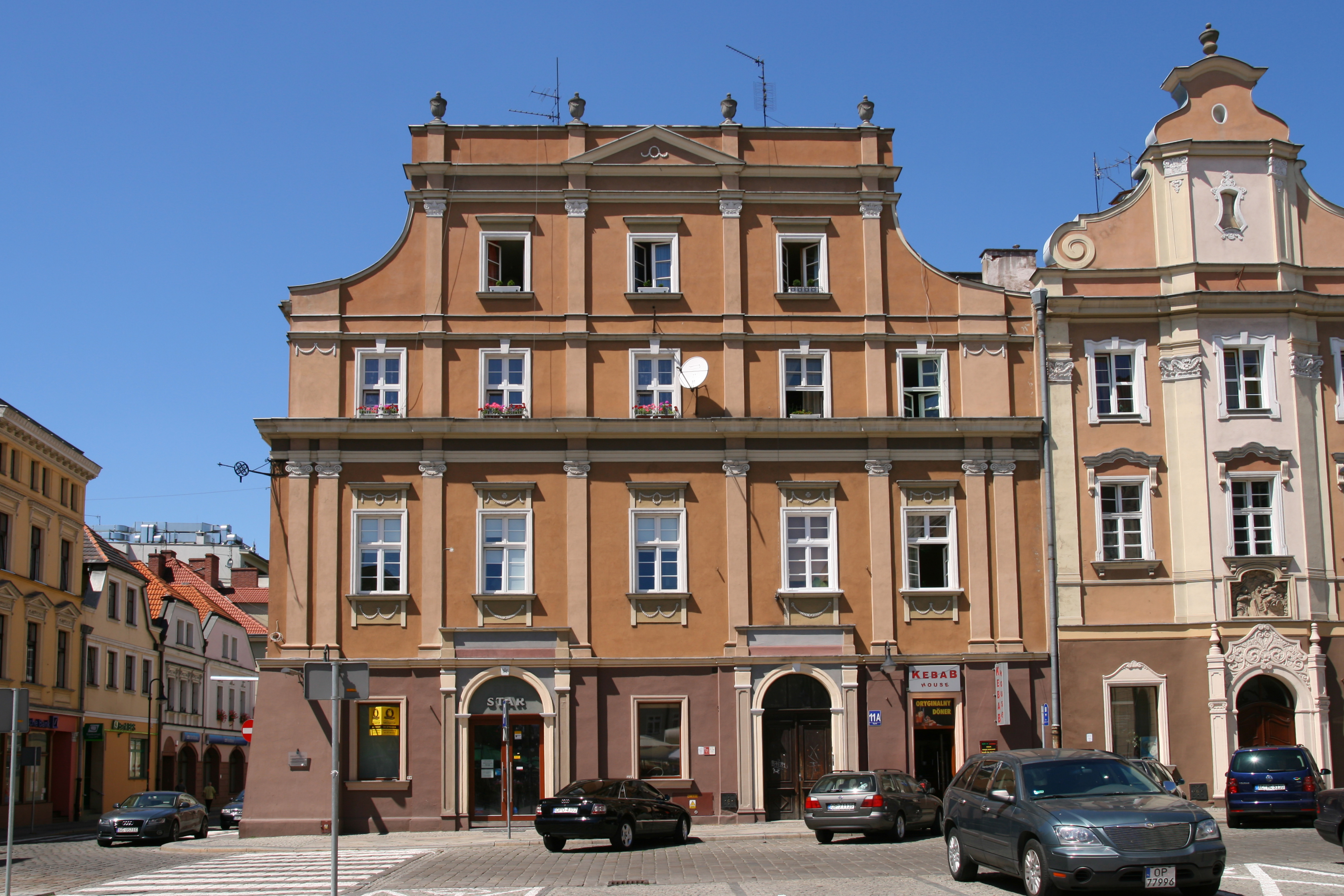
Altes Posthaus am Ring

Das Alte Posthaus ist ein klassizistisches Gebäude in der Stadt Opole (ehemals Oppeln Oberschlesien). Es befindet sich am Oppelner Ring.

## Geschichte

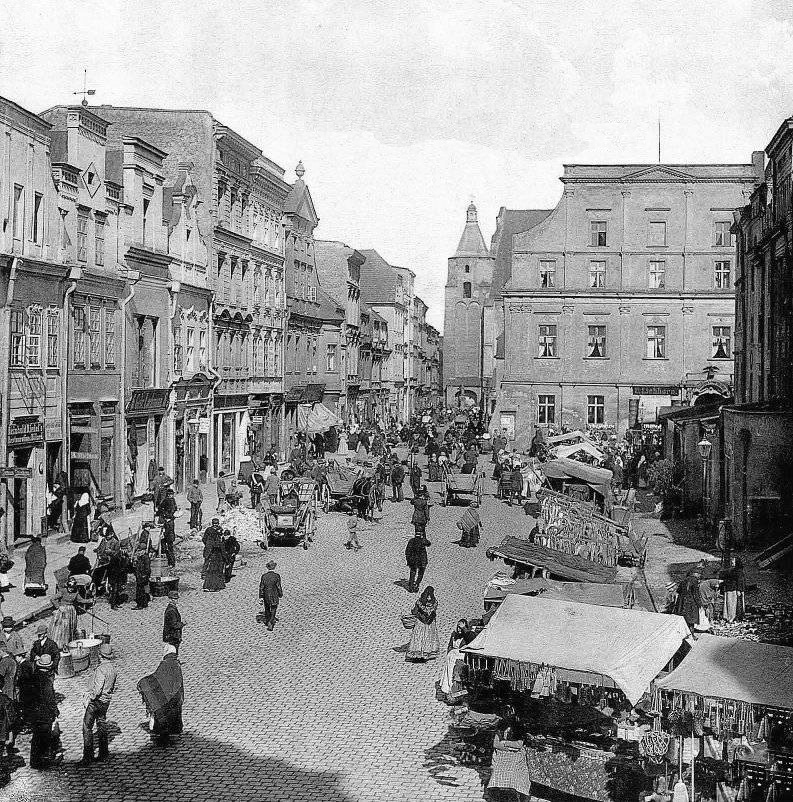
Der Ring vor 1898 mit dem Alten Posthaus

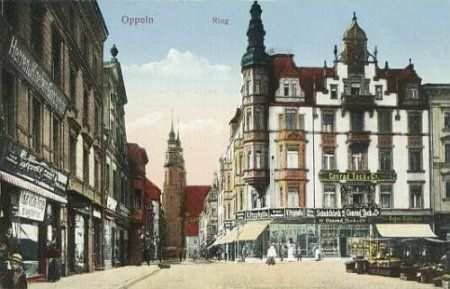
Der Bau von 1898, das Hotel „Zum Schwarzen Adler“

### Poststation
Das Alte Posthaus befindet sich in der Altstadt, direkt an der alten Handelsroute von Breslau nach Krakau. Zum ersten Mal erwähnt wurde das Gebäude 1734 in einem Stadtplan als „Poststation“. Ab 1750 war es als das Posthaus bekannt. Von hier aus ging die Wagen- und Kutschenpost in die benachbarten Städte wie Breslau, Neiße oder Brieg.
Bereits im Jahre 1822 zog die Post in ein neues Gebäude, welches in der heutigen ul. Ozimska 2 lag. Einige Jahrzehnte später dann, im Jahre 1854, bezog die Post das neue Hauptpostgebäude am heutigen Bahnhofsplatz. Noch heute befindet sich das Postamt in diesem Gebäude.

### Hotel „Zum Schwarzen Adler“
Nach dem Auszug der Post eröffnete das Hotel „Zum Schwarzen Adler“ seine Pforten. Ende des 19. Jahrhunderts, im Jahre 1898, wurde das alte klassizistische Gebäude abgerissen und durch einen Neubau im eklektischen Stil ersetzt. Der neue Bau war geschmückt mit zahlreichen Balkonen, Erkern, einem neugotischen Giebel und einem großen Eckerker. Es zählte damals zu den schönsten Gebäuden der Stadt. Im Zweiten Weltkrieg wurde das Gebäude vollkommen zerstört.

### Heutiger Zustand
Nachdem beschlossen worden war, die kriegszerstörten Häuser am Ring wiederaufzubauen, wurde auch dieses Gebäude miteinbezogen. Man entschloss sich jedoch für den Wiederaufbau im klassizistischen Stil, also dem Zustand vor dem Abriss im Jahr 1898. 1954 begann der Wiederaufbau des Gebäudes. Im Haus selbst wurden Mietwohnungen und ein Ladengeschäft im Erdgeschoss untergebracht. Zunächst war hier ein Spielwarengeschäft untergebracht, später dann ein Musikladen. Heute befindet sich hier ein Modeladen sowie eine Kebab-Bar.

## Architektur
Das Alte Posthaus wurde im Stil des Klassizismus wiederaufgebaut. Die Außenfassade wird durch vertikale und horizontale Ornamente verziert. Bei den waagerechten handelt es sich um Gesimse mit Auskragungen, bei den senkrechten um Lisene und Pilaster. Die Fenster sind geschmückt durch Festornamente. Der obere Fassadenbereich ist geschmückt durch ein kleines Tympanon in der Mitte und einer kleinen Architektur.